# Golina
Golina là một thị trấn thuộc huyện Koniński, tỉnh Wielkopolskie ở trung-tây Ba Lan. Thị trấn có diện tích 3 km². Đến ngày 1 tháng 1 năm 2011, dân số của thị trấn là 4398 người và mật độ 1249 người/km².